# Myrmarachne bakeri
Myrmarachne bakeri är en spindelart som beskrevs av Banks 1930. Myrmarachne bakeri ingår i släktet Myrmarachne och familjen hoppspindlar. Inga underarter finns listade i Catalogue of Life.